# No. 54 Squadron
No. 54 Squadron ist eine Einheit der Royal Air Force, die heute auf dem Flugplatz Waddington stationiert ist.

## Geschichte

### Erster Weltkrieg
Das Royal Flying Corps stellte am 15. Mai 1916 das No. 54 Squadron in Castle Bromwich auf. Die Hauptaufgabe sollte die Verteidigung der Städte Birmingham, Coventry, Nottingham und Lincoln sein. Im Juli 1916 wurde ein Teil abgespalten, der den Kern für das No. 38 Squadron bildete, das die Verteidigungsaufgaben übernehmen sollte. Damit konnte No. 54 Squadron im Dezember 1916 nach Frankreich verlegt werden. Das Squadron war mit Flugzeugen vom Typ Sopwith Pup ausgerüstet.
Am 24. Dezember 1916 traf die Staffel in Saint-Omer ein. Anschließend erfolgten die Einsätze von Bertangles, Chipilly, Flez, Bray Dunes, Leffrinckoucke und Teteghem aus. Die Staffel nahm an den Kämpfer um Arras, Messines, Ypern und Cambrai teil. Im Dezember 1917 wurden die Sopwith Pup durch Sopwith Camel ersetzt. Im März 1918 flog die Staffel von Champien aus und war nun auch zur Nahunterstützung der Bodentruppen, zur Aufklärung und zur Begleitung von Bombenflugzeugen eingesetzt. Zu Beginn der Kämpfe um Amiens war die Staffel in Fienvilliers stationiert. Anschließend zog sie nach Merchin um.
Im Februar 1919 kehrte die Staffel nach Großbritannien zurück, nachdem sie ihre Flugzeuge an die No. 151 Squadron übergeben hatte. Am 25. Oktober 1919 wurde die Staffel in Yatesbury aufgelöst.

### Zwischen den Kriegen
Am 15. Januar 1930 wurde das No. 54 Squadron als Jagdfliegereinheit in Hornchurch, Essex wieder aufgestellt. Die Staffel wurde mit Armstrong Whitworth Siskin IIIA ausgerüstet. Einige Monate später tauschte man sie gegen Bristol Bulldog, und im September 1936 kamen Gloster Gauntlet. Diese wurden dann durch Gloster Gladiator ersetzt. Im März 1939 bekam die Staffel Flugzeuge vom Typ Supermarine Spitfire Mk. I.

### Zweiter Weltkrieg
Beim Ausbruch des Zweiten Weltkriegs bekam die Staffel die Aufgabe Konvois im Bereich der Themse zu schützen. Am 13. Februar 1940 erzielte sie ihren ersten Luftsieg im Zweiten Weltkrieg. Die Staffel war an der Absicherung der Evakuierung von Dünkirchen beteiligt. Nach Verlusten in der Schlacht um England wurde die Staffel im September 1940 nach Catterick verlegt. Im Februar 1941 kehrte die Staffel nach Hornchurch zurück. Von dort aus flog sie Jagdeinsätze über Frankreich und den Niederlanden. Im November 1941 wurde die Staffel nach Castletown, Caithness verlegt. Von dort aus flog sie wieder zum Schutz der Schifffahrt.
Im Juni 1942 wurde die Stafeel aus dem aktiven Dienst herausgezogen und es begannen die Vorbereitungen zur Verlegung nach Australien. Im Januar 1943 traf die Staffel in Darwin ein und begann ein Trainingsprogramm mit Supermarine Spitfires Mk. V. Sie war die einzige britische Staffel, die in Australien eingesetzt war. Im März 1944 tausche sie die Supermarine Spitfire Mk. V gegen Mk. VII.
Am 31. Oktober 1945 wurde die Staffel in Melbourne aufgelöst.

### Nachkriegszeit
Bereits am 15. November 1945 wurde die Staffel in Chilbolton, Hants wieder aufgestellt. Sie war nun mit Hawker Tempest Mk. II ausgerüstet. Bei der Verlegung nach Odiham, im Juli 1946, erfolgte der Tausch gegen de Havilland DH.100 Vampire.
Im Jahr 1947 stellte die Staffel das erste Kunstflugteam der RAF auf, das mit Strahlflugzeugen ausgerüstet war.
Im Juli 1948 überquerten sechs Flugzeuge der Staffel zum ersten Mal den Atlantik mit Strahlflugzeugen. Die Flugzeuge starteten in Stomoway. Nach Zwischenlandungen in Island und Labrador erreichten sie Montreal.
Im Jahr 1953 wurden die Vampires durch Gloster Meteor ersetzt. Diese wurden bis zum März 1955 geflogen. Dann trafen Hawker Hunter F.1 ein.
Am 1. September 1969 wurde die Staffel kurzzeitig aufgelöst. Noch am gleichen Tag wurde sie wieder mit McDonnell Phantom FGR.2 aufgestellt. Im März 1974 erfolgte die Umrüstung auf SEPECAT Jaguar GR.1A.
Am 11. März 2005 wurde die Einheit in Coltishall aufgelöst. Die Staffel wurde am 1. September 2005 in Waddindton wieder aufgestellt. Sie ist nun für das Training der Besatzungen der E-3D Sentry AEW.1, Nimrod R.1 und der Sentinel R.1 zuständig.